# Центар за социјални рад Нови Сад
| Центар за социјални рад Нови Сад |                                          |
|                                  |                                          |
| Оснивач:                         | Влада Републике Србије                   |
| Основан:                         | 30. септембар 1960.                      |
| Седиште:                         | Змај Огњена Вука 13-17 · Нови Сад Србија |
| Веб презентација                 | Званични веб-сајт                        |
| Контакт:                         | +381 21 210-14-00                        |

Центар за социјални рад је установа која се налази у Новом Саду, у улици Змај Огњена Вука 13–17.

## Историјат
Центар за социјални рад Нови Сад је основан 30. септембра 1960, а почео је са радом априла 1961. године. У оквиру Центра је до 1964. постојало Прихватилиште за децу са поремећајем у понашању које са оснивањем Завода за заштиту васпитања деце и омладине прелази у његову надлежност. Посебном одлуком Скупштине Општине Нови Сад 1967. године је Орган старатељства пренет у надлежност Центра за социјални рад. Општински фонд за социјалну заштиту доноси 1990. Одлуку да се Саветовалиште за предбрачну, брачну и породичну проблематику организује при Центру за социјални рад, који почиње са радом следеће године. Одлуком Министарства за рад, запошљавање, борачка и социјална питања Републике Србије, Центар за социјални рад 1992. постаје међуопштински па поред Општине Нови Сад добија и Општине Беочин и Сремске Карловце. На основу Закона о финансијској подршци породици са децом, Центар је 2002. проширио своју делатност издавањем уверења родитељима са новорођеним другим, трећим и четвртим дететом да се брину о деци ради остваривања родитељског додатка, издавањем потврде родитељима из ванбрачних заједница и родитељима у бракоразводном спору да се непосредно брину о деци у вези остваривања дечијег додатка и издавањем потврде за регресирање боравка деце материјално угрожених породица у предшколским установама. Следеће године је у оквиру Центра отворен Дневни боравак за децу са поремећајем у понашању, а за децу са посебним потребама преузимају вођење управног поступка за коришћење услуга Дневног боравка. Делатност Центра се проширује 2009. па је прихватилиште проширено са прихватном станицом „Сигурна женска кућа” и Дневни боравак за децу и омладину са поремећајем у друштвеном понашању.